# RE! RE!! RE!!!
『RE! RE!! RE!!!』(りりり)は、Mia REGINAの初のカバーアルバムとして2019年05月29日にLantisから発売された。

## 概要
タイトルは、「Respect Revival REGINA」の略で、原曲のアーティストや作品に対する「Respect（尊敬）」を忘れずに、楽曲を「Revival（再演）」するMia REGINAのメンバーが、大好きなアニメソングをカバーしたアルバムである。
2019年6月8日にゲーマーズなんば店、6月9日にAKIHABARAゲーマーズ本店にて発売記念イベントが開催され、収録曲が初披露された。
選曲するにあたり、流行りや定番曲を意識するのは避けて、あくまで彼女たちが届けたいアニメソングのカバーアルバムにしたいと語っており、セーラームーンからは「ムーンライト伝説」や「乙女のポリシー」など名だたる名曲ではなく、「タキシードミラージュ」を選曲したり、KOTOKOの楽曲からは「Re-sublimity」や「Agony」、「さくらんぼキッス ～爆発だも～ん～」が候補に挙がっていたなか、おふざけで提案した「ねぇ、…しようよ！」が採用されたりと、収録曲の中でもひときわ異彩を放っている。また、ソロ曲は趣味全開で選曲しており、Mia REGINAらしいラインナップとなっている。
テレビアニメ「アイカツスターズ!」主題歌「STARDOM!」やテレビアニメ「夏色キセキ」主題歌「Non stop road」の選曲理由として、アイカツ! (アニメ)をきっかけに3人でデビューして憧れのアニソンの世界へ飛び込んだこと、アイカツ！の木村隆一監督とスーパーバイザーの水島精二監督が2012年にタッグを組んで制作したのがテレビアニメ「夏色キセキ」であること、その縁が無ければ「アイカツ！」が生まれることはなかったかもしれないと考え、アイカツ！とともにSTAR☆ANISとして駆け抜けてきたMia REGINA3人にとって大きな意味をもっているからと語られている。

## 収録曲
1. Non stop road [4:54] 
作詞：畑亜貴　作曲：江並哲志　編曲：斎木達彦
テレビアニメ『夏色キセキ』主題歌
2. マイペース大王 [3:54]
作詞・作曲：manzo　編曲：中野領太
テレビアニメ『げんしけん』第1期オープニング主題歌
3. ねぇ、…しようよ！ [3:59]
作詞：KOTOKO　作曲：中沢伴行　編曲：伊藤 立
PCゲーム『姉、ちゃんとしようよっ!2』主題歌
4. ありがとう〜 [5:16] 
作詞：BON'Z　作曲：IKKI　編曲：山下洋介　歌：霧島若歌
テレビアニメ『今日からマ王！』主題歌
5. VICTORY [5:32] 
作詞：影山ヒロノブ　作曲：河野陽吾　編曲：馬渕直純　
ストリングスアレンジ：馬渕直純, 岩嵜壮志（F.M.F）
PS2ソフト 『スーパーロボット大戦MX』主題歌
6. シュガーソングとビターステップ [4:44] 
作詞・作曲：田淵智也　編曲：矢野博康
テレビアニメ『血界戦線』エンディング主題歌
7. 少年よ我に帰れ [6:31] 
作詞・作曲：ティカ・α　編曲：出羽良彰　歌：ささかまリス子
テレビアニメ『輪るピングドラム』後期オープニング主題歌
8. Precious Memories [3:33]
作詞・作曲：栗林みな実　編曲：Dr.Dalmatian　歌：上花楓裏
テレビアニメ『君が望む永遠』オープニング主題歌
9. STARDOM！ [5:00] 
作詞：唐沢美帆　作曲：蔦谷好位置　編曲：長岡健一
テレビアニメ『アイカツスターズ!』オープニング主題歌
10. タキシード・ミラージュ [3:56] 
作詞：武内直子　作曲：小坂明子　編曲：eji
テレビアニメ『美少女戦士セーラームーンS』エンディング主題歌